# Magneto hexapolar

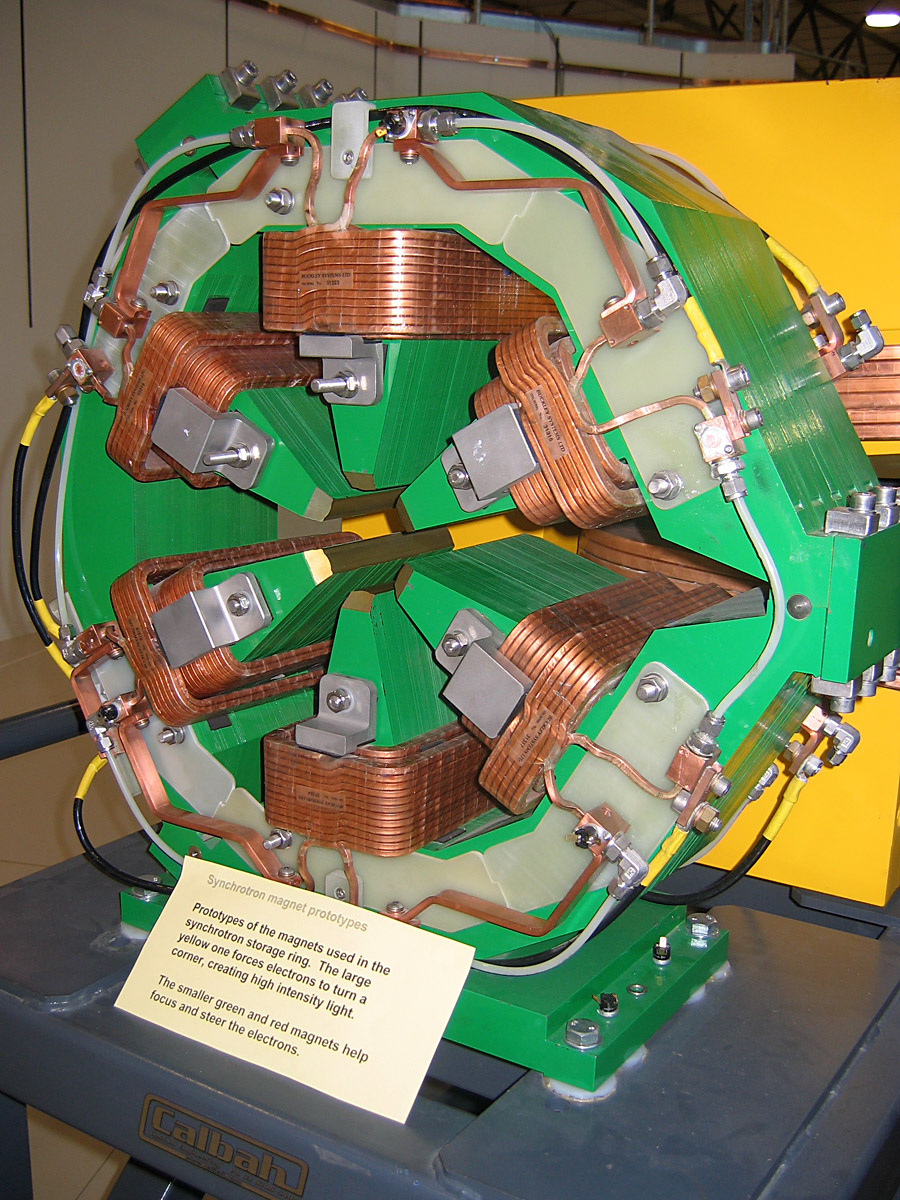
Eletromagneto hexapolo usado em um anel de armazenamento do sincroton australiano para focar e dirigir o feixe de elétrons.

Magnetos hexapolar ou hexapolo consiste de grupos de seis magnetos dispostos num arranjo de polos magnéticos norte e sul alternados, dispostos ao redor de um eixo. Eles são usados em controle de feixe de partículas em aceleradores de partículas e microscópios eletrônicos.